# Marthama
Agyra là một chi bướm đêm thuộc họ Noctuidae.